# Caton (Nueva York)
Caton es un pueblo ubicado en el condado de Steuben en el estado estadounidense de Nueva York. En el año 2000 tenía una población de 2,097 habitantes y una densidad poblacional de 21 personas por km².

## Geografía
Caton se encuentra ubicado en las coordenadas 42°3′24″N 77°1′39″O / 42.05667, -77.02750.

## Demografía
Según la Oficina del Censo en 2000 los ingresos medios por hogar en la localidad eran de $45,875, y los ingresos medios por familia eran $50,052. Los hombres tenían unos ingresos medios de $33,594 frente a los $27,391 para las mujeres. La renta per cápita para la localidad era de $19,612. Alrededor del 7.5% de la población estaban por debajo del umbral de pobreza.